# Conche de Saint-Georges
La conche de Saint-Georges, entièrement couverte de sable blond extrêmement fin, est la principale plage de Saint-Georges-de-Didonne, station balnéaire située près de Royan, sur la côte de Beauté, en Charente-Maritime (région Nouvelle-Aquitaine). 
S'organisant autour d'une baie donnant sur l'embouchure de l'estuaire de la Gironde, et au-delà, l'océan Atlantique, face à la pointe de Grave et aux côtes du Médoc, elle est « balisée » par deux avancées rocheuses constituées de falaises calcaires : la pointe de Suzac, au sud (site protégé par le conservatoire du littoral), et la pointe de Vallières, au nord, plus urbanisée, portant le phare du même nom, « emblème » de la cité. 
Longue de plus de trois kilomètres, c'est la plus grande plage intra muros du département. Fréquentée par des dizaines de milliers de vacanciers en été, elle dispose d'une base nautique qui permet de pratiquer voile, planche à voile ou encore stand up paddle. La plage est utilisée hors saison par les adeptes du char à voile.

## Description
La conche de Saint-Georges s'étend entre les pointes de Vallières (au nord) et de Suzac (au sud), épousant la courbe d'une baie donnant sur l'embouchure de l'estuaire de la Gironde. Autrefois entièrement bordée par un réseau de dunes, en partie ensemencées au XIXe siècle (forêt de Suzac), elle a radicalement changé de visage avec la réalisation du boulevard de la côte de Beauté et la création de quartiers résidentiels dans la forêt. 

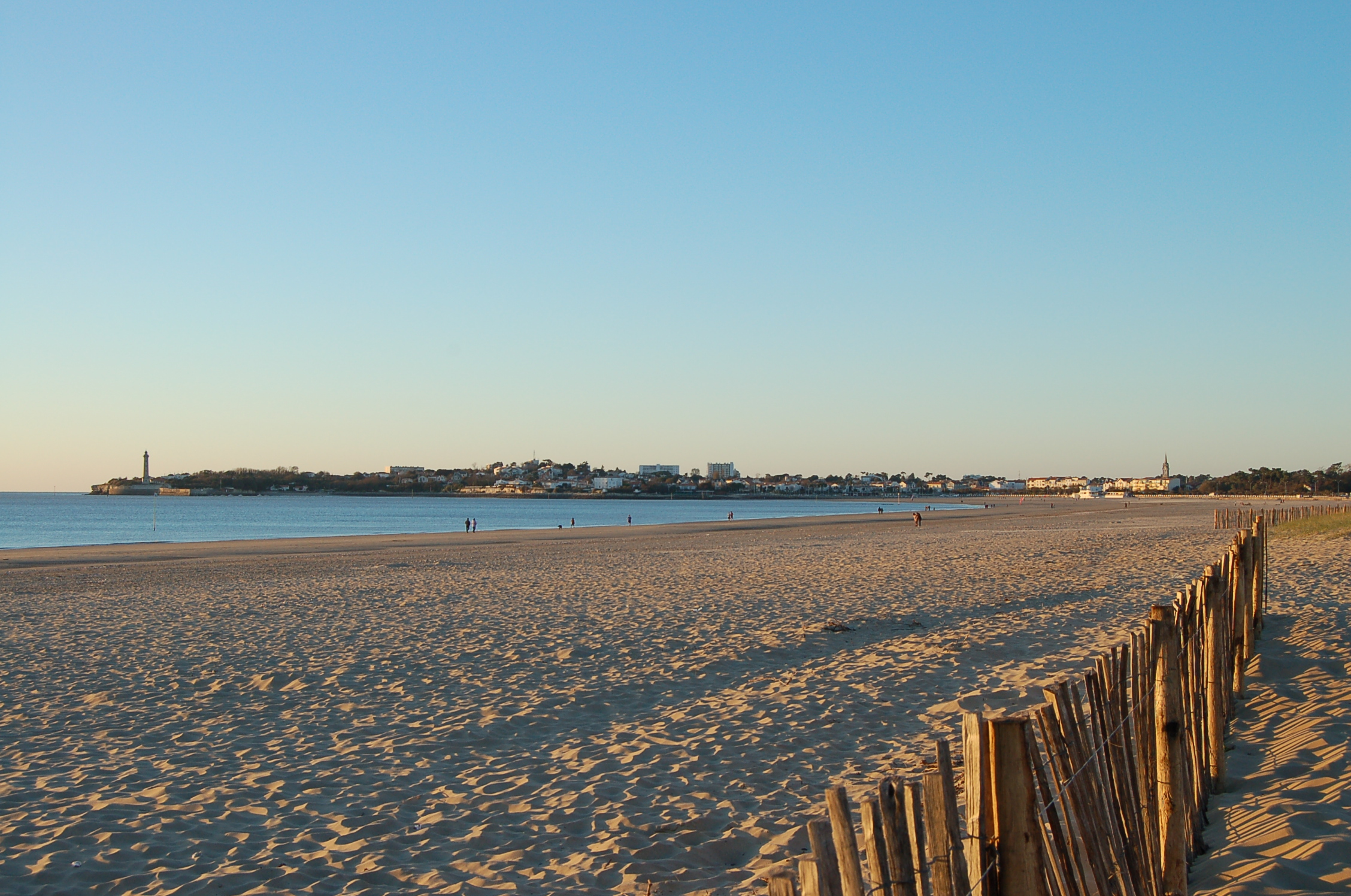
La conche de Saint-Georges en fin d'après-midi (vue vers Vallières : au fond à gauche, le phare, et à droite, le clocher de l'église Saint-Georges).

Dans sa partie septentrionale, elle prend ainsi un caractère plus « urbain ». L'urbanisation y est moyennement dense aux abords du centre-ville (petits immeubles, villas et chalets balnéaires, aménagements touristiques). Il en est de même un peu plus au sud, près du quartier de La Tache (avenue Edmond Moqueris), où la création d'un îlot touristique autour du relais de la côte de Beauté (boutiques, bars, fast-foods) a été mise en œuvre dans les années 1970-1980. Au-delà, une des caractéristiques majeures de la conche de Saint-Georges est la présence d'une lisière forestière assez importante, et d'un bâti constitué de pavillons aménagés sous les pins. 
La partie la plus méridionale a conservé un aspect plus « sauvage », qui témoigne du visage que présentait l'ensemble de la conche jusqu'à une époque relativement récente. Cette section de plage n'est plus bordée par le boulevard de la côte de Beauté, et la dune, couverte de pinèdes, est au contact direct de la conche.
Le Rivau de Chenaumoine, mince cours d'eau prenant sa source dans la commune voisine de Semussac, vient se jeter dans la Gironde via une canalisation aménagée sous la plage, à hauteur du quartier de La Tache.
Bordant la plus grande partie de la plage, le boulevard de la côte de Beauté fait la jonction entre Royan, le quartier de Vallières, le centre-ville, la rocade royannaise (via le boulevard du président André Dulin) et la pointe de Suzac. Une piste cyclable et une promenade piétonne ont été aménagées.

## Géologie
Le début de la surrection des chaînes montagneuses des Alpes et des Pyrénées se produit dès la période du Maastrichtien, il y a 65 millions d'années, avant de se poursuivre durant une partie de l'ère tertiaire. Ce phénomène cause un froissement progressif des couches calcaires et la formation de synclinaux et de leurs pendants, les anticlinaux. 

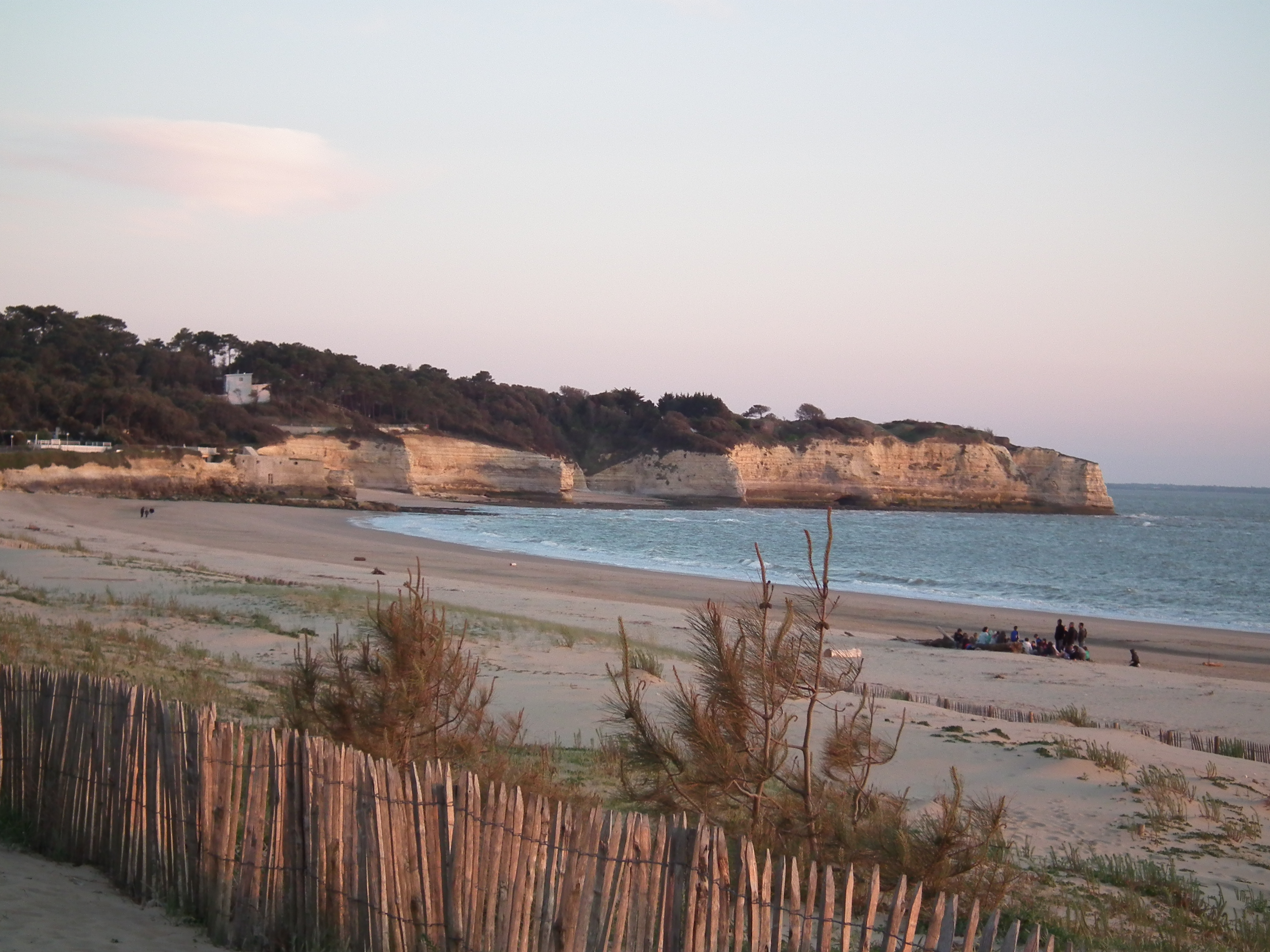
Conche de Saint-Georges au coucher du soleil. Au second plan, les falaises de la pointe de Suzac.

Ainsi se forment le synclinal girondin, dans lequel vont s'engouffrer les eaux de la Dordogne et de la Garonne, conduisant à la formation progressive de l'estuaire de la Gironde, des falaises et des conches, ainsi que l' anticlinal saintongeais, dont l'axe est le marais de Brouage.
La période du Quaternaire (environ 2 millions d'années) voit le début d'une succession de glaciations.
Entre −60 000 et −10 000, la glaciation de Würm s'accompagne d'une importante régression marine au cours de laquelle le niveau de l'océan baisse d'une centaine de mètres, transformant l'estuaire de la Gironde en canyon. Ce phénomène cause l'accumulation de dépôts sableux d'origine fluviatiles, lesquels vont se déposer au creux des conches au cours de la période de transgression marine qui succède : cette période de déglaciation post-Würmienne, intervenant entre −10 000 et −1 000 est nommée transgression flandrienne. 
Parallèlement, des cordons dunaires isolent les marais du littoral. C'est au cours de cette période, probablement vers -8000, que se forment les « conches » de la côte de Beauté.

## Sécurité
La conche de Saint-Georges est surveillée de fin juin à début septembre par des maîtres-nageurs sauveteurs, de 11 heures à 19 heures.

## Pour approfondir